# Національний фронт (Бельгія)
Національний фронт (фр. Front National) — політична партія в Бельгії, діє переважно у Валлонії та Брюсселі. Основою ідеології партії є бельгійський націоналізм: партія виступає на підтримку єдиної Бельгії і активно пропагує свої ідеї, в тому числі і у Фландрії. Крім того, партія виступає за посилювання імміграційної політики.
Партія була заснована Даніелем Фере в 1985 році. У 1991 році партія отримала 1,1 % голосів, що дозволило їй провести одного свого члена до Палати представників. Найвищий результат був досягнутий партією в 1995 році, коли партія отримала два депутатських мандати. Починаючи з 2003 року партія представлена одним депутатом у Сенаті. У 1994-99 партія мала свого представника в Європарламенті.
Згідно з останніми передвиборними опитуваннями, перед парламентськими виборами 13 червня 2010 партія ділила п'яте місце за популярністю у Валлонії і займала шосте місце в Брюсселі, однак за результатами виборів до парламенту не пройшла, набравши 33 591 (0,53 %) голосів.